# Biessum
Biessum is een wierdedorp in de gemeente Eemsdelta in de provincie Groningen in Nederland. Het ligt tegen Delfzijl-Noord aan.

## Beschrijving
Biessum ligt op – of eigenlijk rond – een wierde die behoort tot de best bewaarde in de provincie Groningen. De oorspronkelijke stervormige verkaveling is nog vrijwel helemaal terug te vinden. De woningen en boerderijen staan aan de ossengang De Ossenweg, die nog intact is. De oostelijke verkaveling is gedeeltelijk verdwenen door uitbreidingen van Delfzijl-Noord. Tussen de steenfabriek van Hylkema en Biessum loopt de Biessumermaar. Dit water werd gebruikt om boomstammen te transporteren naar de klompenmakerij aan de Ossenweg 4.
Het dorpje heeft – voor zover bekend – nooit een eigen parochiekerk gehad. Voor het kerkbezoek moesten de Biessumers via het kerkpad naar de nabijgelegen kerk van Uitwierde. Vermoedelijk stond er wel een kapel, mogelijk zelfs een kerk, die echter al voor het midden van de 15e eeuw moet zijn verdwenen. In 1505 is sprake van een zekere heer Gherbent to Bysum, een geestelijke die waarschijnlijk was belast met het bedienen van het altaar van het Catharinaleen in de kerk van Uitwierde. Het benoemingsrecht van de prebende, die verbonden was met 15 ha land, wordt nog in 1630 vermeld. Een opvallend hoekje land in het centrum van de wierde markeert mogelijk de plek waar de fundamenten van de kapel zouden zijn uitgegraven.
Biessum had een eigen korenmolen, die in 1628 werd afgebroken. Rond 1900 had het dorp een eigen café, genaamd de Groene Weide, dat toepasselijk gelegen was aan de groene weide boven op de wierde. Tot in 1935 had Biessum een eigen spoorweghalte aan de spoorlijn Groningen - Delfzijl. De naam van de halte was echter Halte Uitwierde, hoewel dat dorp verder van de halte lag.

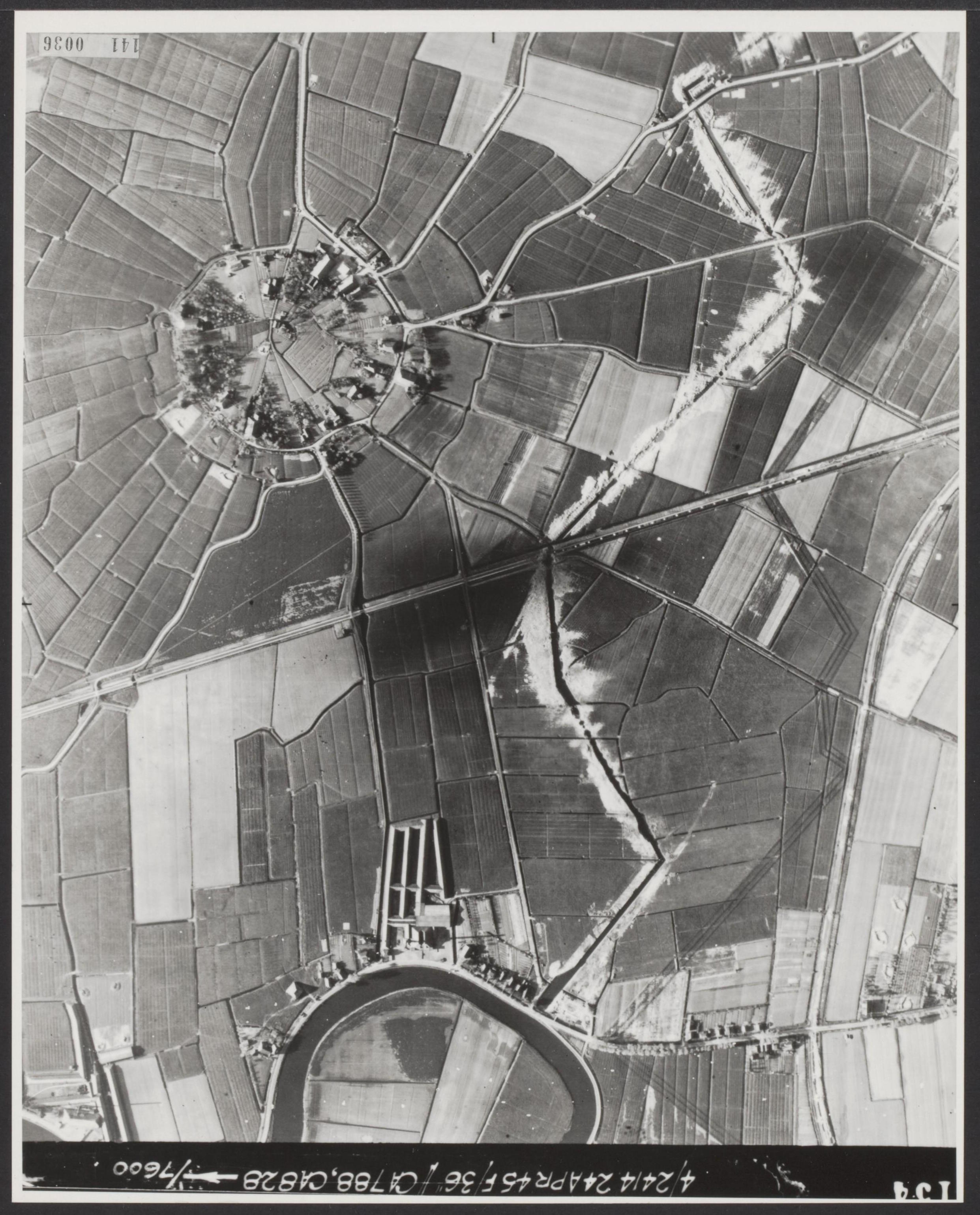
Tankgracht nabij Biessum tijdens WO2

Aan het einde van de Franse tijd was Biessum, waar hevig werd gevochten, van belang bij het beleg van Delfzijl. Ook bij de beëindiging van de Tweede Wereldoorlog werd er op en om Biessum heftig gevochten; de Duitsers hadden even verderop een tankgracht aangelegd om de opmars van de geallieerden te stuiten.
Biessum stond en staat bekend om zijn pruimenmarkt. Deze wordt nog elke drie jaar gehouden, vanouds op de eerste zondag na 21 augustus, de laatste dag van de Maria-hemelvaartmarkt te Appingedam.
In een meander van de Delf lag het buurtje Oldenij, dat bestond uit enkele huizen die tot Biessum werden gerekend.
Ten westen van Biessum ligt het natuurgebied Biessumerbos.